# هیدو اوشیما
هیدو اوشیما (انگلیسی: Hideo Ōshima؛ زادهٔ ۷ مارس ۱۹۸۰) بازیکن فوتبال اهل ژاپن است.
از باشگاه‌هایی که در آن بازی کرده‌است می‌توان به باشگاه فوتبال یوکوهاما مارینوس، باشگاه فوتبال جف یونایتد ایچیهارا چیبا، باشگاه فوتبال آلبیرکس نیگاتا، و باشگاه فوتبال کونسادول ساپورو اشاره کرد.